# Édouard Le Danois
Pour les articles homonymes, voir Le Danois.
Édouard Le Danois, né à Brest le 8 avril 1887 et mort à Saint-Germain-en-Laye le 11 juin 1968, est un biologiste de la mer et océanologue français, pionnier de ce qui deviendra l'IFREMER.
Soucieux de préserver l'économie de la pêche, il est un des premiers hommes de science, dès 1931, à alerter celle-ci sur les enjeux écologiques qui sont les siens, et sur les causes de la raréfaction de la ressource halieutique. Inventeur de la zone benthyale, il est en outre l'auteur de la théorie, aujourd'hui obsolète, des transgressions atlantiques, qui est à l'origine d'une évolution paradigmatique et qui a fait naître, par contre-coup, l'océanographie moderne, dite biologique.

## Un savant entre paradigmes

### Les transgressions atlantiques
Édouard Le Danois est l'inventeur en 1933 des transgressions atlantiques, échanges selon une périodicité complexe entre la masse des eaux continentales, abyssales et polaires avec celle des eaux atlantiques et équatoriales mus par les différences de température et de salinité entre les deux. Ce phénomène, décrit dès 1921 par Édouard Le Danois et démontré pour la première fois par celui ci pour expliquer le Gulf Stream et la dérive nord atlantique, comprendre les migrations des espèces marines et prévoir les saisons de pêche, inaugure une vision écologique associant études biologiques, embryologiques et éthologiques, de la zoocénose marine et compréhension de la thermodynamique et de la chimie du biotope de celle-ci.
Le modèle, basé sur le concept ad hoc d'immixtibilité des masses d'eau, s'avérera réducteur et, la science progressant, la notion de transgression atlantique est désormais révoquée, mais elle est à l'origine d'une démarche qui associe hydrographie et biologie propre à l'océanographie moderne, l'océanographie biologique, et de l'étude ce qui demeure aujourd'hui un élément essentiel de la climatologie.

### Les ponts continentaux
Quand en 1929 se répand hors d'Allemagne la théorie du paléoclimatologue Alfred Wegener sur la dérive des continents, les causes de cette dérive ne sont pas connues. La théorie de Wegener, inspirée par Francis Bacon, parait alors séduisante mais les forces de glissement des sols invoquées par son auteur, force des marées et force d'Eötvös, sont infiniment trop faibles pour l'expliquer. Elle laisse en outre sans réponse un grand nombre d'observations telles que les guirlandes insulaires, les chaînes circum-pacifiques, la permanence du Pacifique, la structure générale de l'hémisphère nord avec des axes méridiens pour les chaînes les plus septentrionales et paralléliques dans les zones plus méridionales. Elle est contredite par la résistance du sima. Les arguments avancés par Wegener sont principalement les traces fossiles et phylogénétiques de migrations d'animaux d'un continent à l'autre. Il faudra attendre la publication en 1965 de la découverte faite en 1928 par le géologue Arthur Holmes d'une différence de nature entre d'une part le manteau terrestre et la croûte océanique, basaltiques, et d'autre part la croûte continentale, silicatée et granitique, puis le développement de la théorie des collisions continentales pour comprendre quelles forces ont assez de puissance pour modifier la surface terrestre.
Aussi l'hypothèse de Wegener est elle au début des années trente accueillie en France avec réserve. Le consensus de l'époque est fait autour de la théorie d'Édouard Suess que le relief s'est formé par refroidissement et contraction de la planète au début de sa formation. Édouard Le Danois est de ceux qui, sans attendre des précisions futures et des découvertes complémentaires, soutient une théorie alternative qui explique les migrations d'espèces d'un continent à l'autre par des bandes de terres qui les auraient autrefois reliés. Les reliefs sous-marins, qui ne sont alors pas encore interprétés comme ce qui forme la dorsale médio-atlantique, en seraient les vestiges. Les deux principales bandes de terre intercontinentales, appelées passerelles gondwaniennes, auraient relié la Guinée au Nordeste de l'actuel Brésil et le Deccan à Madagascar et de là à la côte africaine.
Face à la nouvelle théorie de Wegener, la théorie de la permanence des océans et des continents a l'avantage de ne faire appel qu'au volcanisme et aux forces sismiques, alors les seules connues, pour expliquer l'élévation des montagnes et la submersion de terres. C'est à cette logique de condition suffisante et de moindre postulat qu'Édouard Le Danois, comme de nombreux autres éminents spécialistes, se rallie en déclarant le 20 mai 1948 devant la Société de biogéographie que « du point de vue océanographique, la théorie de Wegener est insoutenable, parce qu'elle ne tient absolument pas compte du relief sous-marin ».
La théorie actuelle de la tectonique des plaques, qui introduit les forces de divergence et subduction et décrit la dynamique de la lithosphère, donnera à la fois tort et raison et à la théorie de Wegener et à la théorie des ponts continentaux en inventant les plaques tectoniques, qui intègrent à chaque plaque continentale la part d'océan qui lui est contigüe. En revanche, elle corroborera les seuls arguments paléontologiques de Wegener, qui restent toutefois entachés de quelques incohérences, et invalidera les contre arguments hydrographiques de Le Danois.

### L'Atlantide
Dans la même optique, qui ignore ce que l'on sait aujourd'hui de l'orogénèse et de la tectonique, Édouard Le Danois n'hésite pas à affirmer que les îles Canaries sont une preuve « évidente » de l'existence dans le passé géologique de terres aujourd'hui submergées jusqu'au milieu de l'océan. C'est ainsi qu'il situe l'Atlantide, mythe popularisé par le roman de Pierre Benoît, dans l'Atlantique, au large de l'Afrique occidentale, qui se trouve être presque entièrement française.

### Vers l'océanographie biologique
Dès 1924, Édouard Le Danois publie les résultats de ses explorations menées à bord du navire océanographique la Tanche. Il les obtient en suivant une méthode d'analyse qui répartit la zoocénose selon les prélèvements géologique des sédiments du fond marin et les mesures bathymétriques.
En 1948, il publie trente ans de recherches centrées sur la mer Celtique et le golfe de Gascogne, Les profondeurs de la mer. De l'Irlande au Pays basque, il repère les différents biomes par les prélèvements effectués sur le mégabenthos. Dans chacun, il spécifie différents faciès selon la prévalence à différentes profondeurs des cœlentérés, des échinodermes ou des gastéropodes. Ces études lui permettent de corréler la domination d'une espèce dans un milieu aux caractéristiques topographiques et hydrographiques de celui-ci.
C'est ainsi qu'il met en évidence le rôle déterminant de la limite de la zone de sédimentation, proche du continent, et l'importance, d'un point de vue biologique, de la profondeur à laquelle elle se situe. Il décrit la biodiversité propre à la zone de transition entre la plateforme continentale et le haut du talus continental, leurs pouliers et leurs coraux d'eau froide caractéristiques. Il établit le premier schéma de répartition de ceux-ci sur la pente continentale et la prolifération au dessus de -2000 mètres du Lophelia pertusa. Il mesure la biodiversité des éponges favorisées par l'écosystème que créent ces coraux, malheureusement détruits par les chaluts, tout comme les vastes massifs de corail jaune Dendrophyllia cornigera, dont il découvre, parfois associés au Madrepora oculata et au même Lophelia pertusa, des exemplaires vivants répartis sur le rebord continental du sud ouest de l'Irlande au nord du golfe de Gascogne entre deux cents et deux cent cinquante mètres de profondeur. Il documente le rôle du substrat, dur ou mou, selon que les espèces sur lequel elle vivent sont sessiles, sédentaires ou au contraire vagiles. Il observe dans les zones de transition les faciès « transgressifs », là où la vase s'écoule ou bien remonte sur la roche.
Toutes ces constatations l'amènent à proposer, vingt ans avant ceux qui commenceront à s'en faire les spécialistes, de définir une zone biologique intermédiaire entre le plateau continental et les abysses, la zone benthyale.

## Biographie

### Marin de la Station biologique de Roscoff (1905-1918)
Fils tardif d'un capitaine de l'infanterie de marine fait chevalier de la Légion d'honneur, le jeune Édouard Le Danois s'oriente après son baccalauréat vers des études littéraires et suit les cours de l'École des chartes, probablement comme auditeur libre, avant de choisir finalement de devenir médecin. Dans cette perspective, il accomplit plusieurs stages au Laboratoire de biologie maritime de la faculté des sciences de Paris, que dirige alors à Roscoff Yves Delage. Le Professeur Guitel l'y emploie comme préparateur et l'initie à l'ichtyologie.

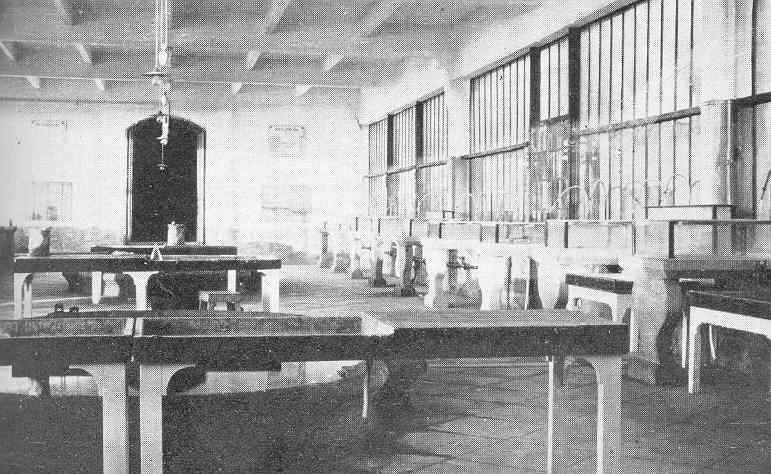
Aquarium du Laboratoire de biologie maritime de Roscoff en 1910.

En 1907, il est l'un des deux naturalistes navigants recrutés par le Service scientifique des pêches maritimes que dirige Paul Fabre Domergue pour former un embryon de réseau d'inspecteurs, réseau qui finira par s'étendre sur toutes les côtes métropolitaines. Dans ce réseau, l'homologue d'Édouard Le Danois, installé à Concarneau, est Joseph Guérin-Ganivet. Le motif officiel de la création d'un tel programme est le contrôle de l'hygiène des coquillages mais les études conduites seront beaucoup plus générales. C'est ainsi qu'Édouard Le Danois, quittant le laboratoire pour l'observation in situ, pratique en scaphandre l'exploration des côtes du Léon et du Trégor. Il ramène échantillons et dessins au LBMR pour le compte de Louis Joubin, professeur à l'Institut océanographique de Paris depuis 1906. Les travaux de cartographie des algues dirigés par Joubin mettent en évidence la convergence à Roscoff précisément de deux systèmes biologiques, septentrional et méridional, et sont couronnés en 1908 par l’Académie des Sciences.

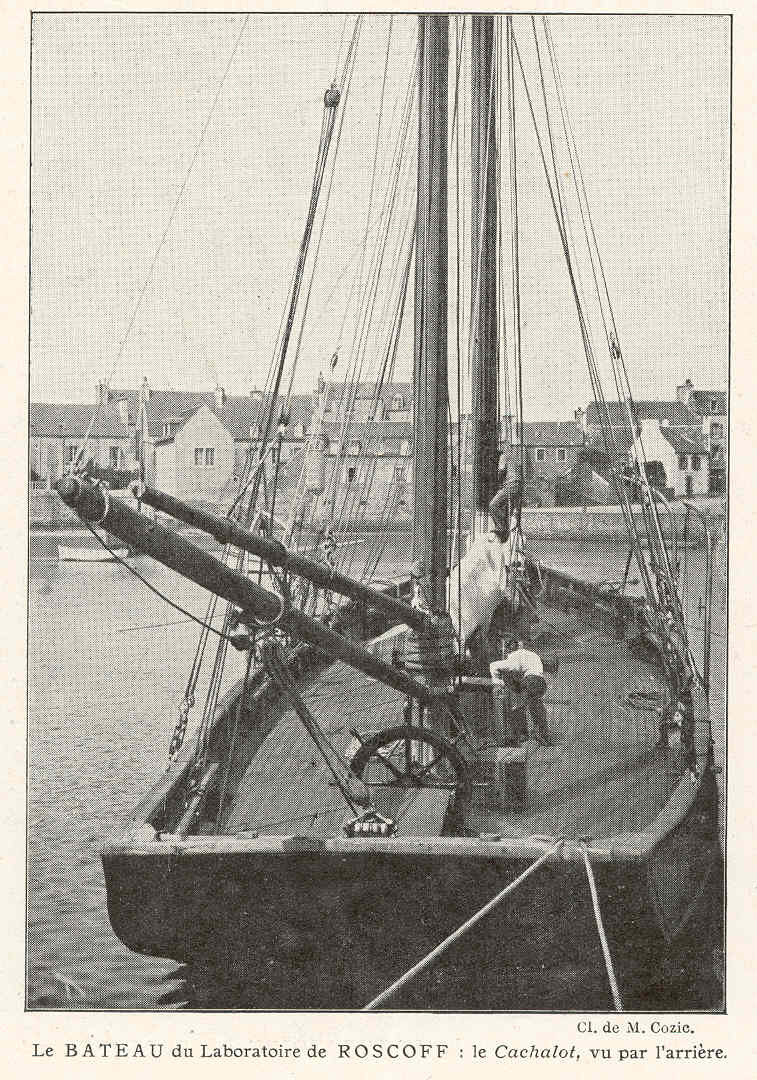
Le Cachalot, goélette d'exploration côtière du Laboratoire de Roscoff en 1913.

Édouard Le Danois est envoyé se former sur le navire de protection des pêches britannique l’Helga II que le Département de l'agriculture et de l'enseignement technique du Gouvernement local d'Irlande (en) a mis à disposition de son inspecteur en chef William Spotswood Green. Il y est accueilli par les naturalistes Ernest Holt et Rowland Southern (en). Il participe à l'exploration de l'île de Clare (en) que dirige le botaniste Robert Lloyd Praeger. En 1911, il embarque comme matelot sur un baleinier norvégien, Le Hook (La Crosse), pour étudier les cétacés. Il y apprend à chasser à la baleine et à manipuler le canon lance harpon (en).
Quand il ne navigue pas, Édouard Le Danois étudie l'embryologie et l'ontogénèse des poissons, invente de nombreuses espèces, dont Gobius scorpioides, Buenia jeffreysii, Motella cimbria, Centrolabrus exoletus jusqu'alors conçu comme un Crenilabrus, perfectionne systématique et taxinomie des organismes marins, toutes recherches visant au progrès de la pêche. En 1912, 1913 et 1914, il participe aux expéditions du Pourquoi-Pas ? IV que le Commandant Charcot mène dans l'Atlantique Nord et l'Océan glacial.
Il se marie entre deux expéditions, le 9 avril 1913, à Saint-Germain-en-Laye, à Marguerite Chauvet, fille du pasteur Adolphe Chauvet et de la plus jeune fille du théologien vaudois Alexis Muston. Fort des dessins qu'il a élaborés à la suite de ses plongées en scaphandre, il soutient cette même année 1913 sa thèse d’État, illustrée. Intitulée Contributions à l'étude systématique et biologique des poissons de la Manche occidentale, elle aura l'honneur de figurer aux annales de l'Institut océanographique.
En 1915, Édouard Le Danois, réserviste âgé de vingt sept ans, est mobilisé et envoyé sur le front, où il passe quatre années.

### Expert de l'Office des pêches (1918-1925)
Le 31 décembre 1918, au sortir de la Grande guerre, le Service scientifique des pêches maritimes est érigé en Office scientifique et technique des pêches maritimes mais reste rattaché au ministère de la Marine. La direction, sise à Paris, 3 avenue Octave-Gréard, en est confiée à Louis Joubin. Celui-ci charge Édouard Le Danois d'élaborer à Lorient un entrepôt frigorifique (nl) pilote.
En 1920, nait sa fille, qu'il prénomme Yseult comme l'héroïne finistérienne et qui deviendra ichtyologue sur les traces de son père. Cette même année 1920, en un temps où les savants appréhendent l'étude de la mer avant tout comme celle d'un danger pour le pêcheur et non comme un milieu mis en danger par les activités de celui-ci, il supervise à l'arsenal de Lorient le réarmement du premier chalutier français de pêche scientifique, la Perche. Le vapeur expérimental est bientôt suivi d'un second, la Tanche, dont le commandement est confié à Raymond Rallier du Baty, un ancien matelot de Jean-Baptiste Charcot. Édouard Le Danois mène la première campagne en haute mer de la Tanche en août et septembre 1921.
En 1922, spécialiste reconnu des migrations du germon, il quitte Lorient, appelé par Louis Joubin à présider aux côtés du Professeur Louis Roule la Commission spéciale pour l'étude du thon et la Commission spéciale pour l'étude du merlu au sein du Conseil international pour l'exploration de la mer. De mars à juillet, il est missionné à Ottawa pour obtenir du Comité international pour l'étude des pêcheries marines une zone d'exploration réservée à la France. Ce sera le banc de Terre Neuve, où pêchent les Basques depuis les XIVe siècle, les Bretons depuis les XVe siècle et dont la France a abandonné en 1904 les droits de pêche qu'il lui y était reconnus. Édouard Le Danois part aussitôt à bord de la Cassiopée étudier les terre-neuvas. Sur le chemin du retour, en septembre, il se rend à Copenhague, où se tient le congrès du CIEM. Il est nommé secrétaire d'une des composantes de l'organisme international, le Comité du plateau continental atlantique, et obtient que celui-ci publie ses propres études. C'est à ce titre qu'il est chargé sous la direction de Louis Joubin de coordonner les explorations que la Perche, la Tanche et le Pourquoi pas ? mènent au large d'Ouessant. Au début de l'année suivante, il est nommé directeur adjoint de l'Office des pêches.
En 1924, il réembarque sur la Tanche pour diriger une mission dont l'objet est de faire dans les eaux algériennes et tunisiennes les relevés qui permettront de dresser la carte des fonds chalutables. L'expédition se poursuit hors de Méditerranée au large du Maroc, dont il a déjà cartographié les fonds côtiers et où les données de température et de la salinité mesurées viendront corroborer l'hypothèse des transgressions atlantiques.

### Administrateur explorateur (1926-1952)
Nommé directeur de l'OSTPM en 1926, Édouard Le Danois sera jusqu'en 1938 secrétaire général et directeur scientifique de la Commission internationale pour l'exploration scientifique de la mer Méditerranée. Il conduit en personne plusieurs missions scientifiques, sur les bancs de Terre-Neuve, sur la côte pacifique des États-Unis, de l’Alaska à la Californie.
Il s'emploie à faire construire le premier navire océanographique français qui ne soit ni un bâtiment militaire transformé ni une entreprise privée. Le Président Théodore Tissier est lancé en 1933, son commandement confié à Lucien Beaugé. Édouard Le Danois en dirige les campagnes à travers les mers atlantiques de l'Empire pour le compte du ministère de la marine marchande jusqu'en 1940. À son bord, il conduit lui-même de 1934 à 1938 des campagnes d'exploration dans lesquelles il se fait assister de la photographe Anita Conti. Celle-ci est chargée de faire venir à bord et guider des journalistes, tels Andrée Viollis ou Pierre Bret, d'accueillir et convaincre les personnalités politiques. Ces campagnes sont consacrées principalement à la bathymétrie, laquelle est réalisée à l'aide d'une sonde sonore Boston mise au point par Pierre Marti et d'un fathomètre à ultrasons Langevin Florisson Tailly combiné à un détonateur (un fusil) et à un enregistreur Marti.
Durant ces quatre années de campagnes, plusieurs missions sont consacrées à un relief sous-marin situé à trente milles au large de la côte cantabrique. Le lieu, que les pêcheurs appellent El Cachucho (es), se relève être une montagne sous marine de quatre mil cinq cents mètres de haut, sorte de jumelle des Pics d'Europe bordée d'une paroi verticale de quatre mil mètres, le canyon de Llanes. Riche d'une exceptionnelle biodiversité, le site abrite plus de six cents espèces, dont des éponges géantes centenaires, le merlan bleu, le calmar géant (jusqu'à neuf cent cinquante kilogrammes pour quatorze mètres de long), la rascasse de fond. Les résultats ne seront publiés qu'en 1948 et le banc qui se forme autour du sommet, lequel affleure quatre cent cinquante mètres sous la surface de la mer, porte depuis le nom de « banc Le Danois ». C'est aujourd'hui un site privilégié d'observation des grands cétacés, rorqual commun, cachalot, baleine à bec...
Durant l'Occupation, en 1941, l'OSTPM et son directeur sont chargés d'étudier les moyens d'exploiter les ressources marines afin de pallier la pénurie alimentaire. C'est à cette occasion qu'Édouard Le Danois se lie à Théodore Monod, directeur de l'Institut d'Afrique noire, qui a l'avantage d'être resté à Dakar, loin de Vichy.
À la fin de la Seconde Guerre mondiale, en 1944, Édouard Le Danois cède la direction de l'OSTPM à Jean Le Gall. Il est nommé en 1945 haut commissaire d'un nouvel organisme concurrent, l'Office des industries de transformation des produits de la pêche. Au bout de deux ans, en 1947, l'OITPP fusionne avec l'OSTPM, lequel deviendra en 1953 l'ISTPM et fusionnera en 1984 avec le CNEXO pour former l'IFREMER. Ses fonctions d'administrateur n'empêchent pas Édouard Le Danois de reprendre en 1948, à l'âge de soixante et un an, l'exploration des fonds du golfe de Gascogne.

## Travaux scientifiques

### Annales de l'Institut océanographique
- Contributions à l'étude systématique et biologique des poissons de la Manche occidentale, t. V, fasc. 5, Masson, Paris, 1913, 215 p.
- Études sur quelques poissons des Océans Arctique et Atlantique, t. VII, fasc. 2, Masson, Paris, 1914, 76 p.
- Étude hydrologique de l'Atlantique-Nord, t. I, fasc. 1, E. Blondel La Rougery , Paris, 1924, 52 p.

### Avec Louis Joubin
- Catalogue illustré des animaux marins comestibles des côtes de France et des mers limitrophes, avec leurs noms communs français et étrangers, vol. I, Blondel La Rougery , Paris, 1924, 220 p.
- Catalogue illustré des animaux marins comestibles des côtes de France et des mers limitrophes, avec leurs noms communs français et étrangers, vol. II, Blondel La Rougery , Paris, 1926, 196 p.
- Catalogue illustré des animaux marins comestibles des côtes de France et des mers limitrophes, avec leurs noms communs français et étrangers, vol. III, Blondel La Rougery , Paris, 1928, 136 p.

### Cartes

Carte moderne de la mer Celtique et du golfe de Gascogne depuis le banc de Porcupine à celui de Le Danois en passant par la mer d'Iroise. Le toponyme de mer Celtique, inventé en 1921 par Ernest William Lyons Holt, s'est imposé par l'intermédiaire de son ami Le Danois.

- Océan Atlantique. Golfe de Gascogne, carte de pêche., Service hydrographique de la Marine & Office scientifique et technique des pêches maritimes, Paris, 1921, 1 pl., coul. : 674 × 880[° 8].
- Océan Atlantique. Côte sud-ouest d'Irlande et Banc de Porcupine, carte de pêche., Service hydrographique de la Marine & Office scientifique et tochnique des pêches maritimes, Paris, 1921, 3 pl., coul., 895 × 665, ca. 1:580 000.
- Océan Atlantique. Entrée ouest de la Manche, carte de pêche., Service hydrographique de la Marine & Office scientifique et technique des pêches maritimes , Paris, 1921, 2 pl., coul., 895 × 665, ca. 1:600 000.
- Côtes du Maroc, Service hydrographique de la Marine & Office scientifique et technique des pêches maritimes, Paris, 1921.

### Articles sur les poissons de pêche
- « Le merlu : résumé pratique de nos connaissances sur ce poisson. », in Notes et mémoires de l'Office scientifique et technique des pêches maritimes, n° 2, Gaultier & Thébert, Angers, juin 1920, 32 p.  (ISSN 1245-5547).
- « Les Poissons comestibles de la Manche et de l'Atlantique français, leur description, leur pêche, leur reproduction », in Journal de la marine marchande, p. 16-17, Paris, 1921.
- « La biologie du thon blanc ou germon », in Comptes rendus hebdomadaires, t. CLXXIII, p. 1028-1030, Académie des sciences, Paris, 1921.
- « Recherches sur la biologie du thon blanc ou germon », in Procès verbaux, no 29, p. 72-75, Conseil international pour l'exploration de la mer, 1923.
- « Le thon blanc ou germon », in Procès verbaux, no 47, p. 148-150, Conseil international pour l'exploration de la mer, 1928.

### Monographies
- La Morue, Comité de propagande pour la consommation de la morue, Paris, 1950, réed. 1954, 1956, 57 p., rééd. 1959, 62 p.
- « La Mer », in Revue maritime, p. 289-306, Société d'éditions géographiques, maritimes et coloniales, Paris, mars 1936.

### Recherches sur les transgressions atlantiques
- « Recherches sur le régime des eaux Atlantiques au large des côtes de France et sur la biologie du thon blanc ou germon », in Notes et Mémoires de l'Office scientifique et technique des pêches maritimes, no 9, p. 13-16, E. Blondel La Rougery , Paris, 1921.
- « Nouvelles recherches sur le régime des eaux atlantiques et sur la biologie des poissons comestibles (germon-hareng-merlu) », in Notes et Mémoires de l'Office scientifique et technique des pêches maritimes, no 17, p. 12-13, E. Blondel La Rougery , Paris, 1922.
- Avec G. Belloc, « Recherches sur le régime des eaux atlantiques et sur la biologie des poissons comestibles (3e série) », in Notes et Mémoires de l'Office scientifique et technique des pêches maritimes, no 34, p. 21-24, E. Blondel La Rougery , Paris, 1923.
- « Conséquences des phénomènes hydrologiques sur la biologie des poissons comestibles », in Procès verbaux, no 31, p. 30-33, Conseil international pour l'exploration de la mer, 1923.
- « Un Essai de mise au point de la théorie du Gulf Stream », inédit, s.d. (1924 ?), 2 p.
- « Étude hydrologique de l'Atlantique nord », in Annales, vol. I, no 1, p. 50, Institut océanographique, Monaco, 1923.
- « Les harengs des Smalls et les conditions hydrologiques de leurs migrations », in Notes et Mémoires de l'Office scientifique et technique des pêches maritimes, E. Blondel La Rougery, Paris , 1924, 31 p.

### Conférence
- « Les Transgressions océaniques », in Bulletin de l'Institut Océanographique, no 613, Institut océanographique, Monaco, 1933, 16 p.

## Rapports administratifs

### Comptes rendus et conseils
- « Le Conseil international pour l'exploration de la mer, congrès de Londres, 1920. », in Notes et Mémoires de l'Office scientifique et technique des pêches maritimes, no 4, Gaultier & Thébert, Angers, 1920, 16 p.  (ISSN 1245-5547).
- « Le Conseil international pour l'exploration de la mer, compte rendu sommaire de la session tenue à Copenhague, juillet 1921 », in Notes et Mémoires de l'Office scientifique et technique des pêches maritimes, E. Blondel La Rougery , Paris, 1921, 20 p.
- « Travaux de l'Office des pêches depuis son origine. Rapport complémentaire adressé à M. Th. Tissier, président du Conseil d'administration de l'Office des pêches maritimes. », in Notes et rapports de l’ Office scientifique et technique des pêches maritimes, n° 50, E. Blondel La Rougery , Paris, 1926, 62 p.
- Rapport sur les mesures réglementaires à prendre d'urgence pour remédier à la situation critique de l'industrie de la pêche due à l'appauvrissement des fonds, Imprimerie nationale , Paris, février 1935, 15 p.

### Rapports annuels de l'OSTPM
Un rapport par an publié en janvier rendant compte principalement des croisières du Président Théodore Tissier.
En tant que directeur adjoint à partir de 1922
- « L'Organisation et le fonctionnement de l'Office scientifique et technique des pêches pendant l'année 1920-1921 », in Notes et rapports de l'Office scientifique et technique des pêches maritimes, no 6, E. Blondel La Rougery , Paris, 1921.

... jusqu'en 1926.
En tant que directeur
- « Rapport sur le fonctionnement de l'Office scientifique et technique des pêches maritimes : suivi de la statistique des régions de pêche (1926-1927) », in Revue des travaux de l'Office scientifique et technique des pêches maritimes, no 52, E. Blondel La Rougery , Paris, 1927.

... jusqu'en 1945.

### Rapports de missions d'exploration
- « Les conditions de la pêche à la morue sur les bancs de Terre-Neuve », E. Blondel La Rougery , Paris, 1924, 48 p.
- « Remarques sur quelques ports de pêche de l'Amérique du Nord », E. Blondel La Rougery Paris, 1923, 19 p.
- Avec R. Rallier du Baty & G. Ranson, « Recherches sur les fonds chalutables des côtes de Tunisie », in Annales de la Station océanographique de Salammbô, no 1, Blondel La Rougery, Paris, 1925, 56 p.
- Avec le concours de G. Belloc, R. Rallier du Baty & G. Ranson, « Recherches sur les fonds chalutables des côtes d'Algérie (croisière du chalutier Tanche en 1924) », in Mémoires de l’Office scientifique et technique des pêches maritimes, n° spécial 3, E. Blondel La Rougery , Paris, 1925, 56 p.
- « Premiers résultats des croisières de l'office des pêches maritimes exécutées sur le navire Président Théodore-Tissier », in Revue Scientifique. Revue Rose Illustrée., 73e année, no 5, p. 145-152, [s. l.], 9 mars 1935.

## Publications pédagogiques

### Manuels de pêche
- L. Beaugé, G. Belloc, Boury, Desbrosses, Fage, J. Le Gall, Lambert, Rémy & Schvinte, dir. É. Le Danois, préf. cdt. Cochin, Mémoires de l'Office des pêches maritimes, n° spéc. 9 & 10 "Manuel des pêches maritimes françaises, vol. I", Office des pêches maritimes, Paris, novembre 1935, 141 p.
- L. Beaugé, G. Belloc, Boury, Desbrosses, Fage, J. Le Gall, Lambert, Rémy & Schvinte, dir. É. Le Danois, préf. cdt. Cochin, Mémoires de l'Office des pêches maritimes, n° spéc. 11 & 12 "Manuel des pêches maritimes françaises, vol. II", Office des pêches maritimes, Paris, novembre 1935, 200 p.

### Ichtyonomie bretonne
Édouard Le Danois, qui s'est toujours montré préoccupé par la question, a introduit soixante quinze nouveaux noms de poissons dans le vocabulaire breton.
- « Les noms de quelques animaux et végétaux marins en dialecte du Léon », in Bulletin archéologique, n° XXV, p. 549, Association Bretonne, Plouër-sur-Rance, 1910.

## Ouvrages de synthèse

### Océanologie
- L'Atlantique, histoire et vie d'un océan, coll. Sciences d'aujourd'hui, Albin Michel, Paris, 1938, 291 p.
- Les profondeurs de la mer, trente ans de recherches sur la faune sous-marine au large des côtes de France., Payot, Paris, 1948, 303 p.
- La Vie étrange des rivages marins, coll. la Nature vivante, no 2, Horizons de France, Paris, 1953, 192 p.

### Ichtyologie
- Ill. É. Le Danois, Vie et mœurs des poissons des plus hauts lacs de montagne aux grandes profondeurs de l'océan, Payot, Paris, 1949, 335 p.
- J. R. Norman, ill. W. P. C. Tenison, trad. É. Le Danois, Nouvelle histoire naturelle des poissons, Payot, Paris, 1950, 352 p.
- Avec la collaboration de J. Millot, Th. Monod & P. Budker, Poissons, coll. la Nature vivante, no 6, Horizons de France, Paris, 1956, 192 p.

### Écologie
- Avec Y. Le Danois, Le rythme des climats dans l'histoire de la terre et de l'humanité, Payot, Paris, 1950, 204 p.

### Sources
1. 1 2 3  Extrait de naissance, Brest, 9 avril 1887.
2. 1 2 3 4 5 6 7 8 9 10 11 12 13 14 15  F. J. Meunier, « L’ichtyologue du trimestre », in SFI-Infos, no 69-70, p. 16, Société française d'ichtyologie, Paris, juin 2014.
3. ↑  H. Heldt, « Le Thon commun en mer du Nord », in Notes et mémoires, no 22, "Contributions de l'Office Scientifique et Technique des Pêches au VIIe Congrès national des Pêches et Industries Maritimes, Marseille 1922.", p. 14, Office scientifique et technique de pêches maritimes, 1923.
4. ↑  L. Laubier, « Préface », in M. Glémarec, Qu'est-ce que la biologie marine ? De la biologie marine à l'océanographie biologique., Vuibert, Paris, août 2007  (ISBN 978-2-7117-7195-0).
5. 1 2  J. Gaudant, « Principaux résultats de l'enquête sur la dérive des continents», in Travaux du Comité français d'Histoire de la Géologie, 3ème. série, t. III, p. 25, COFRHIGEO, février 1989.
6. ↑  É. Le Danois, L'Atlantique, histoire et vie d'un océan, p. v, coll. Sciences d'aujourd'hui, Albin Michel, Paris, 1938
7. ↑  É. Le Danois, L'Atlantique, histoire et vie d'un océan, p. vi, coll. Sciences d'aujourd'hui, Albin Michel, Paris, 1938
8. 1 2  G. Garcia-Castrillo & I. Olaso, « Composition and structure of the invertebrate megabenthos on the shelf of the Cantabrian Sea. », in Marine Science Symposium, n° 199, p. 151, CIEM, Copenhague, 1995.
9. ↑  G. Garcia-Castrillo & I. Olaso, « Composition and structure of the invertebrate megabenthos on the shelf of the Cantabrian Sea. », in Marine Science Symposium, n° 199, p. 154, CIEM, Copenhague, 1995.
10. ↑  G. Garcia-Castrillo & I. Olaso, « Composition and structure of the invertebrate megabenthos on the shelf of the Cantabrian Sea. », in Marine Science Symposium, n° 199, p. 156, CIEM, Copenhague, 1995.
11. 1 2  G. A. Auffret, Dynamique sédimentaire de la Marge Continentale Celtique : évolution Cénozoïque, spécificité du Pléistocène supérieur et de l'Holocène., p. 208, Université Bordeaux-I, Talence, 11 juillet 1983.
12. ↑  B. Guillamont, J. F. Bourillet, S. Arnaud-Haond & A. F. Deton, « Cartographie et caractérisation d'habitats profonds vulnérables : les coraux d’eaux froides de la pente continentale du golfe de Gascogne. Actions en cours et programmées. », in CARHAMB’AR, p. 199, Service DYNECO-AG de l'IFREMER & Agence des aires marines protégées, Brest, 3-5 février 2009.
13. ↑  B. T. Cronin, A. M. Akhmetzhanov, A. Mazzini, G. Akhmanov, M. Ivanov, N. H. Kenyon, « Morphology, evolution and fill: Implications for sand and mud distribution in filling deep-water canyons and slope channel complexes », in Sedimentary Geology, n° 179, p. 90, 2005  (ISSN 0037-0738).
14. ↑  « Summary of new information on sponge distribution in the North Atlantic », in Working Group on Deep-water Ecology Report, p. 80, CIEM, Copenhague, mars 2011.
15. ↑  A. Castric Fey, « Le Scléractiniaire Dendrophyllia cornigera en eau peu profonde, à Ouessant (Bretagne, Atlantique N.-E.) en l'absence de barrière thermique. », in Oceanologica acta, vol. XIX, n° 6, p. 666, Gauthier-Villars, Paris, 1996.
16. ↑  G. A. Auffret, Dynamique sédimentaire de la Marge Continentale Celtique : évolution Cénozoïque, spécificité du Pléistocène supérieur et de l'Holocène., p. 231, Université Bordeaux-I, Talence, 11 juillet 1983.
17. ↑  J. M. Pérès, « Le bathyscaphe français Archimède aux Açores : étude bionomique et écologique du benthos profond », in Açoreana, Supplément, p. 263, 1992.
18. 1 2 3 4 5 6 7 8 9 10  G. Chatry, « Edouard Le Danois (1887-1968) », in Archives historiques, IFREMER, Issy-les-Moulineaux, 2 juin 2009.
19. 1 2  G. Chatry, « L’ISTPM et le CNEXO : présence en Bretagne et fusion. », in Du pôle aux réseaux. Autour de la construction d'un système d'enseignement supérieur et de recherche en Bretagne (1945- 2015). Entre déploiement territorial, diversification et structurations., Service communication de la MSHB, Rennes, 18 et 19 juin 2015.
20. ↑  G. Chatry, « L’ISTPM et le CNEXO : présence en Bretagne et fusion », in Recueil des résumés ~ Colloque Du pôle aux Réseaux. Autour de la construction d’un système d’ESR en Bretagne 18-19 juin 2015, p. 22, , Service communication de la MSHB, Rennes, 2015.
21. ↑  P. Cabanel, « Alexis Muston, historien, poète, diariste. », in A. Muston, Journal (1825-1850), p. 20, Coll. La Pierre et l’Écrit, PUG, Grenoble, 2017.
22. ↑  Faire part, in Cybium, vol. IX, no 3, p. 322, Muséum national d'histoire naturelle, Paris, 1985.
Pour lire le document, recopier l'adresse sfi.mnhn.fr/cybium/numeros/1985/93/11-InMemLeDanois[93]322.pdf .
23. 1 2  « Coraux. Une mission dans le golfe de Gascogne. », in Le Télégramme, Morlaix, 28 mai 2008.
24. 1 2 3 4 5 6  L. Joubin, « La place de la France dans les Recherches Scientifiques Internationales en rapport avec les Industries de la Mer », in Notes et mémoires, no 22, "Contributions de l'Office Scientifique et Technique des Pêches au VIIe Congrès national des Pêches et Industries Maritimes, Marseille 1922.", p. 6, Office scientifique et technique de pêches maritimes, 1923.
25. ↑  L. Joubin, « La place de la France dans les Recherches Scientifiques Internationales en rapport avec les Industries de la Mer », in Notes et mémoires, no 22, "Contributions de l'Office Scientifique et Technique des Pêches au VIIe Congrès national des Pêches et Industries Maritimes, Marseille 1922.", p. 7, Office scientifique et technique de pêches maritimes, 1923.
26. ↑  Rapports et procès-verbaux des réunions, n° I à XI, Commission internationale pour l'exploration scientifique de la mer Méditerranée, Paris, mai 1926 à septembre 1938  (ISSN 0373-434X).
27. ↑  L. Beaugé, « Relevés hydrographiques exécutés au cours des quatre premières croisières », in dir. É. Le Danois, Revue des travaux, t. X, fasc. 2, n° 38, p. 119-122, OSTPM, Paris, 1936.
28. ↑  É. Le Danois, La Vie étrange des rivages marins, p. 12, Horizons de France, Paris, 1953.
29. ↑  A. Le Berre, « L'ichthyonymie bretonne et les textes (lexique diachronique de l'ichthyonymie bretonne). », in Annales de Bretagne, t. LXXIX, no 4, p. 1000, PUR, Rennes, 1972.
30. ↑  A. Le Berre, « L'ichthyonymie bretonne et les textes (lexique diachronique de l'ichthyonymie bretonne). », in Annales de Bretagne, t. LXXIX, no 4, p. 994, PUR, Rennes, 1972.

### Remarques
1. ↑  É. Le Danois, « Recherches sur le régime des eaux Atlantiques au large des côtes de France et sur la biologie du thon blanc ou germon » , in Notes et Mémoires de l'Office scientifique et technique des pêches maritimes, no 9, E. Blondel La Rougery , Paris, 1921, 16 p.
2. ↑  É. Le Danois, « Les Transgressions océaniques », in Bulletin de l'Institut Océanographique, no 613, Institut océanographique, Monaco, 1933, 16 p.
3. ↑  H. Bouasse, Bibliothèque scientifique de l'ingénieur et du physicien, vol. XLIII "Séismes et Sismographes", Delagrave, Paris, 1927.
4. ↑  É. Le Danois, Les profondeurs de la mer, trente ans de recherches sur la faune sous-marine au large des côtes de France., Payot, Paris, 1948, 303 p.
5. ↑  É. Le Danois, Annales de l'Institut océanographique, t. V, fasc. 5, Masson, Paris, 1913, 215 p.
6. 1 2  É. Le Danois, Recherches sur le régime des eaux Atlantiques au large des côtes de France et sur la biologie du thon blanc ou germon, E. Blondel La Rougery , Paris, 1921.
7. ↑  É. Le Danois, Les conditions de la pêche à la morue sur les bancs de Terre-Neuve, E. Blondel La Rougery , Paris, 1924, 48 p.
8. ↑  É. Le Danois, Océan Atlantique. Golfe de Gascogne, carte de pêche., Service hydrographique de la marine & Office scientifique et technique des pêches maritimes, Paris, 1921.